# 신라역사과학관
신라역사과학관(新羅歷史科學館)은 대한민국 경상북도 경주시에 위치한 사립박물관이다. 신라 시대부터 조선의 세종 대까지의 과학기술사를 탐구하여 복원하고, 그 제작 원리를 모형으로 재해석하는 전통과학관을 목표로 1988년 10월 15일에 정식 개관하였다.

## 운영
1층과 2층 전시실, 지하 전시실, 그리고 야외 전시실로 나뉘어 구성되어 있으며, 지하 전시실에는 석굴암의 구조를 알려주는 모형이 전시되어 있다.
개관시간은 동절기 (11월~2월)에는 오전 9시부터 오후 5시 30분까지이며, 나머지 하절기에는 오전 9시부터 오후 6시 30분까지로 1시간 연장 개관한다. 입장료는 학생 3,500원, 성인은 5,000원이며 단체 관람시에는 할인이 적용된다.

## 갤러리

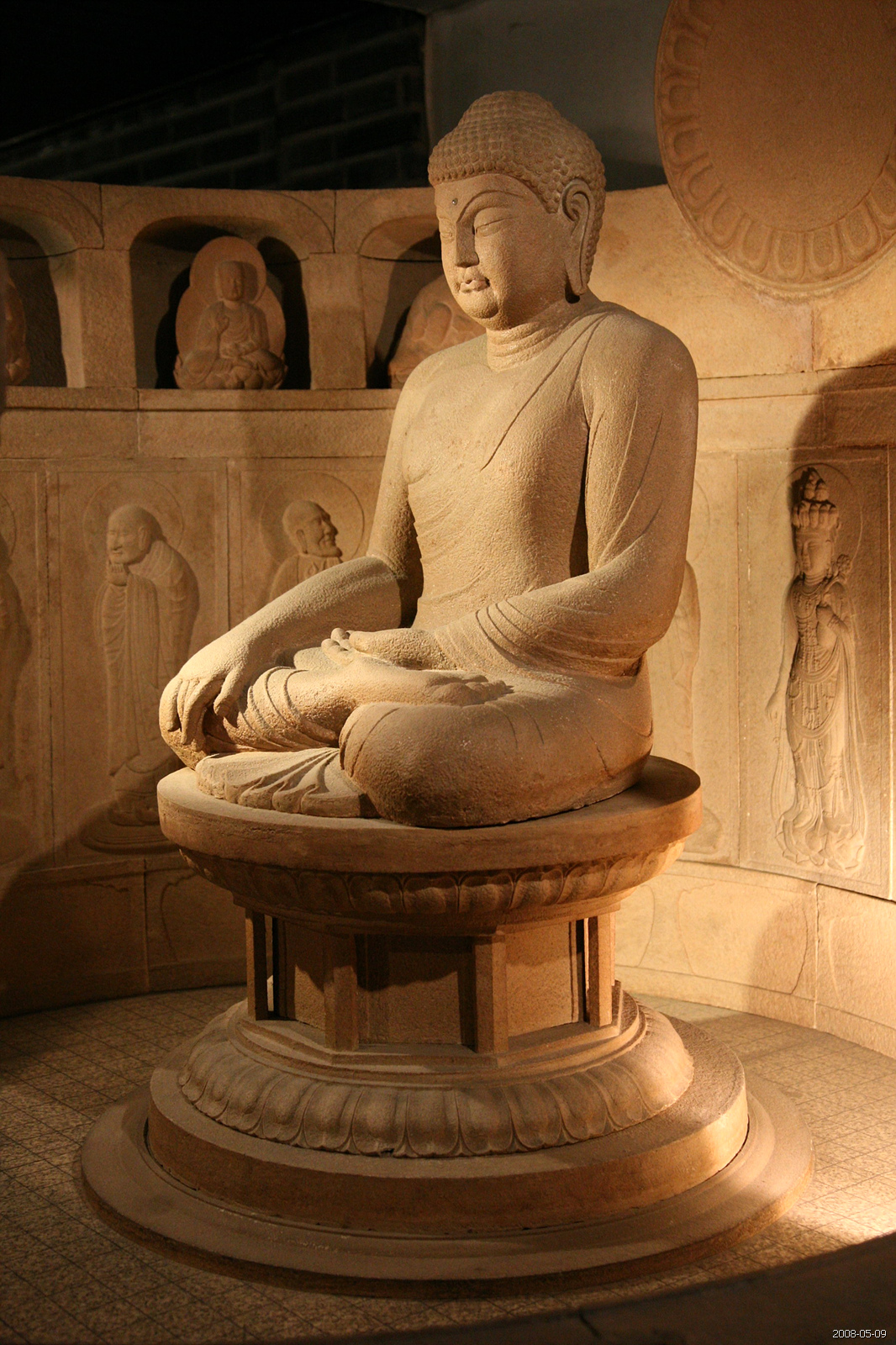
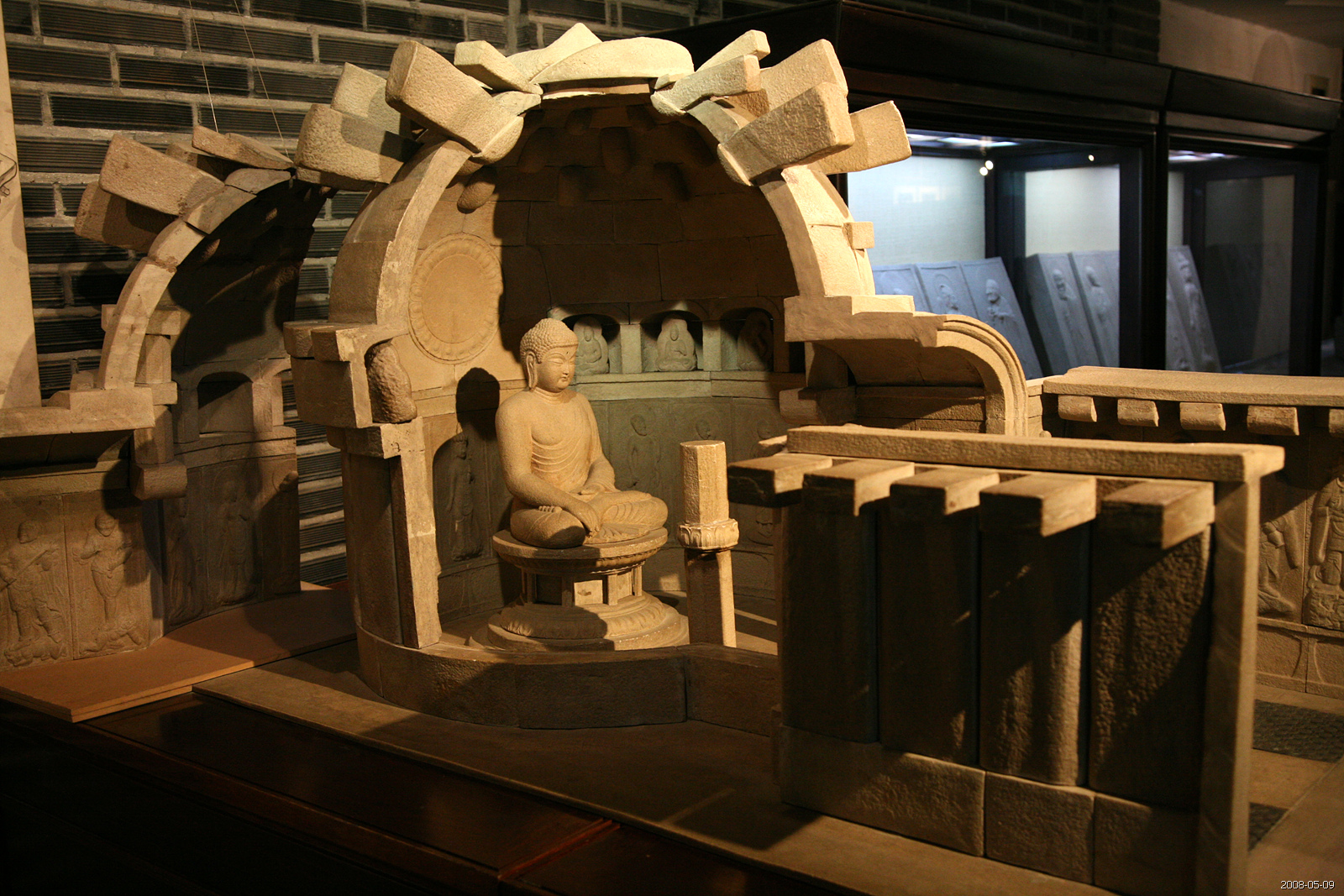
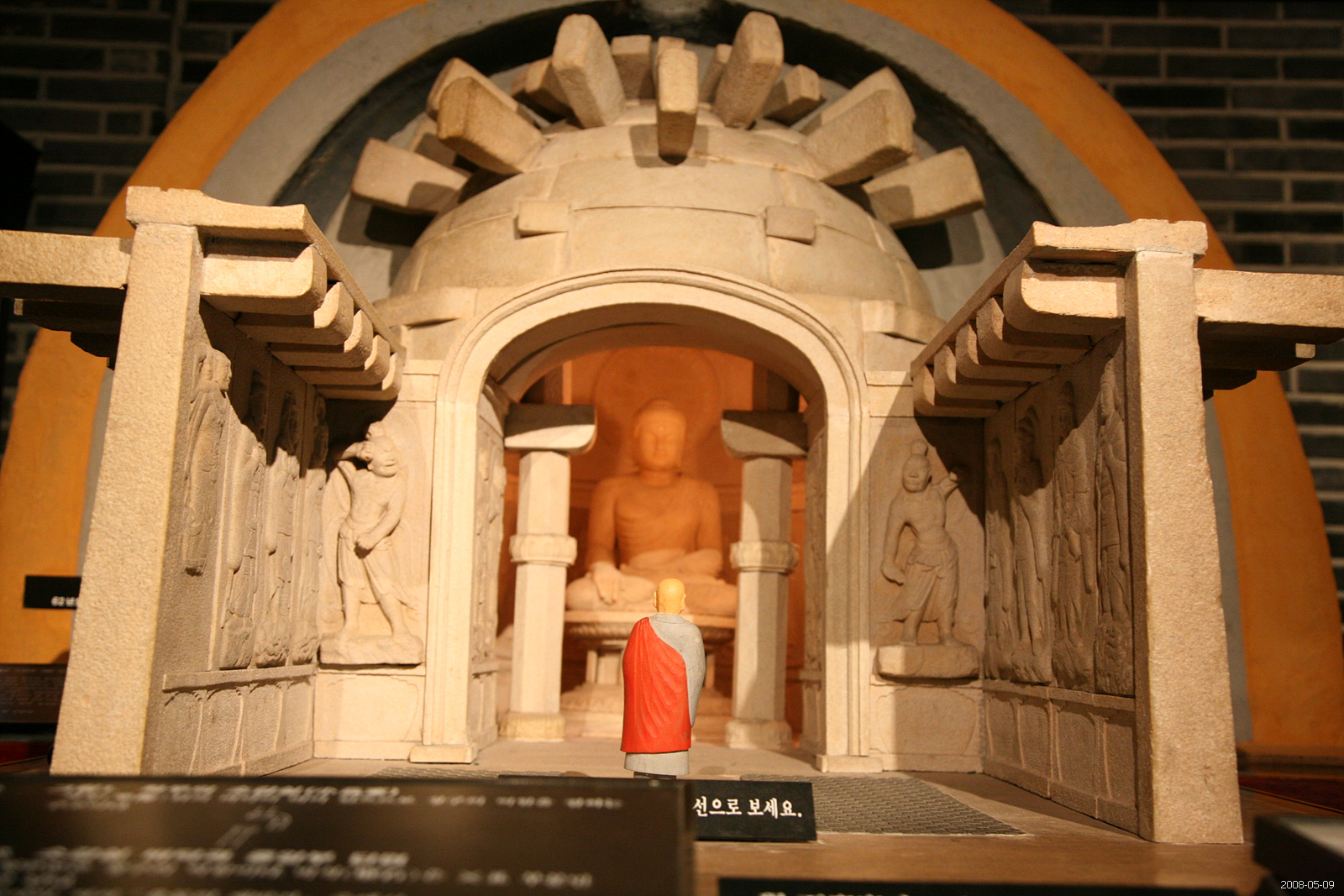
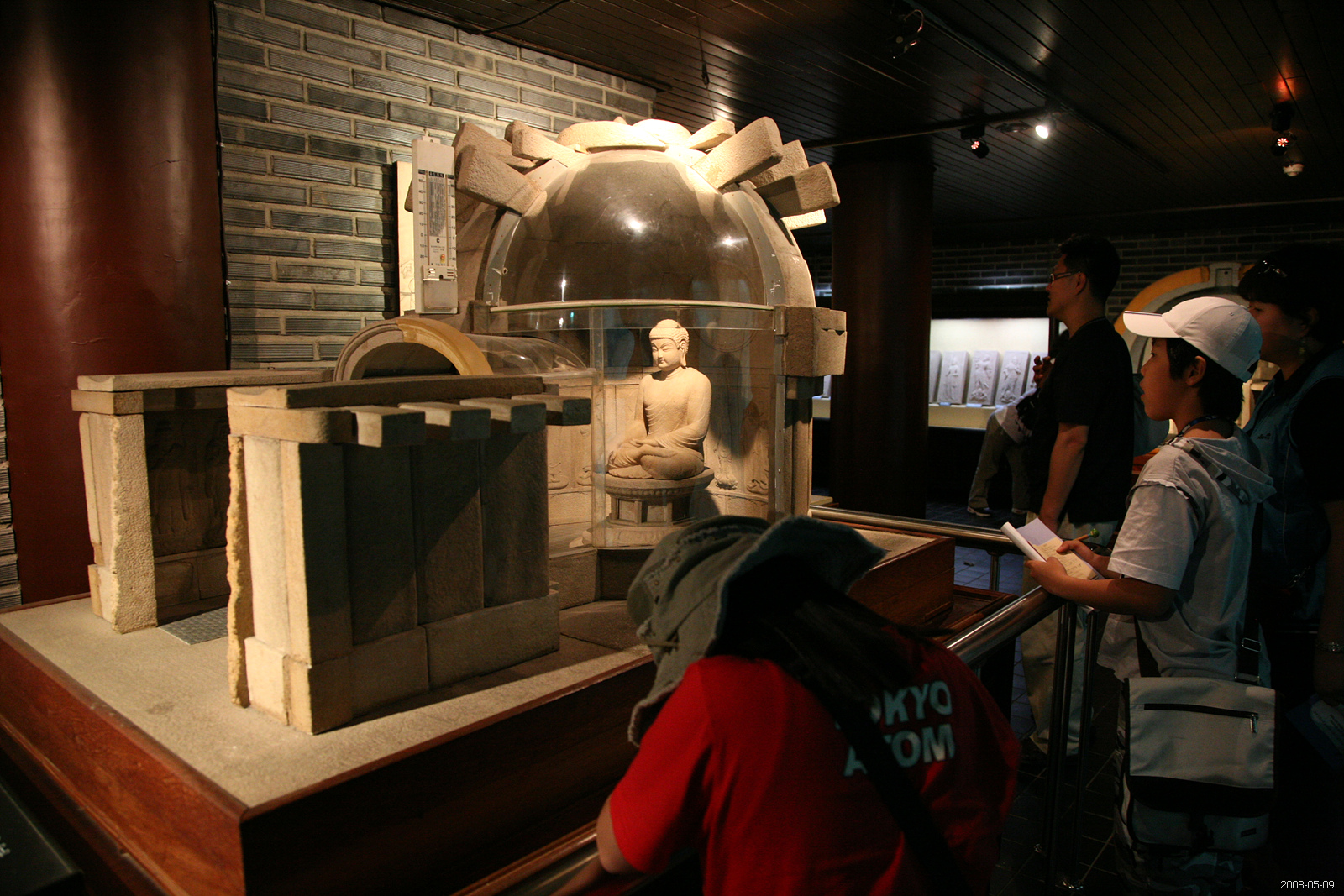

## 같이 보기
- 국립경주박물관
- 대한민국의 박물관과 미술관 목록